# Pinarolo Po
Pinarolo Po es una localidad y comune italiana de la provincia de Pavía, región de Lombardía, con 1.653 habitantes.

## Evolución demográfica
| Gráfica de evolución demográfica de Pinarolo Po entre 1861 y 2001 |
|                                                                   |
| Fuente ISTAT - elaboración gráfica de Wikipedia                   |